# Putin - hujlo!
Putin – hujlo! (rusko Пу́тин — хуйло́; ukrajinsko Пу́тін — хуйло́; belorusko Пу́цін — хуйло́) je zmerljivka na račun ruskega predsednika Vladimirja Putina, ki se uporablja kot slogan in navijaški napev v Ukrajini od začetka rusko-ukrajinske vojne.

## Etimologija
Zmerljivka хуйло́ se v slovenščino prečrkuje kot hujlo, pogosto pa opazimo tudi prečrkovanja v angleščini - huilo, huylo, khuilo, khuylo ali chujlo. Obstajajo tudi narečne različice - хуи́ла (hujla), хуи́бла (huibla). 
Beseda hujlo izhaja iz ukrajinske in ruske besede хуй (huj), kar dobesedno pomeni kurac. V kombinaciji s pripono -lo postane osebna žalitev. V slovenščino se fraza lahko dobesedno prevede kot Putin je kurac.
Maja 2014 so mediji poročali, da je bila kletvica hujlo dodana v Urban Dictionary kot sinonim za Vladimirja Putina.

## Izvor
Vzklik izvira iz »Surkis hujlo!«, ki se je med ultrasi nogometnega kluba Metalist Harkov pojavil leta 2010, na vrhuncu spora med dvema ukrajinskima oligarhoma - Oleksandrom Jaroslavskim, takratnim lastnikom Metalista, in Grigorijem Sukrisom, takratnim predsednikom Nogometne zveze Ukrajine, ki je imel močne zgodovinske in družinske vezi s klubom Dinamo Kijev.
Vzklik Putin hujlo je bil prvič opažen v javnosti marca 2014 v Harkovu, kjer so ga uporabili lokalni navijači med uličnim pohodom. Posnetek je bil kmalu objavljen na YouTubu. Različne skupine ukrajinskih ultrasov večjih ukrajinskih klubov (z izjemo kluba Sevastopol) so v preteklosti imele močna proukrajinska politična stališča. Ti nogometni navijači so se ob ruski okupaciji Krima in napadom na Ukrajino postavili na stran Ukrajine, sodelovali so tudi proti proruskim protestnikom na jugu in vzhodu Ukrajine.
Vzklik je kmalu postal popularen v širši javnosti. Začeli so ga uporabljati navijači drugih klubov (npr. Šahtar Doneck (Doneck) in Dinamo Kijev (Kijev), ki so bili pred tem sprti.  Med začetkom rusko-ukrajinske vojne leta 2014, v kateri je Rusija okupirala Krim in prek marionetnih republik zasedla vzhod Donbasa, so ultrasi različnih ukrajinskih klubov zaustavili svoja rivalstva in v uličnih pohodih pogosto skupaj vzilikali Putin hujlo. Po poročanju The Guardian je vzklik postal »kulturni meme po vsej državi«.
Artemij Troicki je ugotovil, da melodija petja izvira iz pesmi Speedy Gonzales, ameriškega pevca Pat Boone-a iz leta 1962.
Junija 2015 je ruski FSB začel kazenski pregon in preiskavo aktivistke Darje Poludove zaradi uporabe pesmi na družbenem omrežju VKontakte. Odvetnik Poludove je zahteval soočenje z domnevno žrtvijo (Putinom), kot zahteva zakon, kar je privedlo do opustitve pregona.
Ruski televizijski kanal TNT je decembra 2019 predvajal prvo epizodo ukrajinske serije Služabnik ljudstva, v kateri je bil prizor, ki je namigoval na vzklik Putin hujlo - lik predsednika Ukrajine, ki ga igra Volodimir Zelenski, izve, da Putin nosi uro znamke Hublot, nakar vpraša »Putin - Hublot?« (Путин — хубло?). Ta prizor je bil v osrednji Rusiji in moskovski regiji odstranjen.

## Uporaba

### V glasbi
Več ukrajinskih rock skupin je napev vključilo v svojo glasbo.
Maja 2014 je ukrajinska skupina Teleri izdala pesem in videospot z naslovom »Putin helo!«. Njihova pesem žaljivko hujlo nadomesti z angleško besedo »Hello«. V videoposnetku člani skupine, ki nosijo barve ukrajinskega nogometa in se predstavljajo kot ultrasi, korakajo in vzklikajo »Putin Hello« kot refren pesmi. Člani skupine so zatrdili, da je povezava njihove pesmi z žaljenjem Putina nesporazum in vztrajali, da so je to zdelo sporno edino Rusom, ki ne poznajo angleščine.
Ukrajinska televizijska postaja Gromadske.TV je maja 2014 v živo predvajala izvedbo pesmi Putin hujlo! v izvedbi skupine Lemonchiki prodžekt. Rock skupina Druga Rika je pesem zaigrala na svojem koncertu junija 2014. Druge rock priredbe so naredili Mad Heads in Hajdamaki. Kyiv Post je našel devet video različic pesmi in dve sorodni pesmi.

### V športu
Oktobra 2014 so se Belorusi pridružili gostujočim Ukrajincem med skandiranjem Putin hujlo na kvalifikacijski tekmi za evropsko prvenstvo v nogometu 2016 v beloruskem Barisavu, zaradi česar je bilo zaradi suma uporabe »opolzkega izraza« pridržanih in zaslišanih več kot 100 ukrajinskih in 30 beloruskih navijačev. Sedem navijačev (vsi Ukrajinci) je bilo obsojenih na pet dni zapora zaradi nespodobnih besed, en pa je dobil 10-dnevno zaporno kazen zaradi domnevnega nošenja svastike.

### V umetnosti
Decembra 2022 so v angleškem mestu Rowley Regis postavili kip, ki vizualno interpretira Putin hujlo, vendar so ga do 5. februarja 2023 odstranili.

### V politiki

#### Oleg Ljaško
Oleh Ljaško, nekdanji ukrajinski poslanec in vodja radikalne stranke Olega Ljaška, je pesem Putin hujlo izvedel maja 2014 na javnem shodu med svojo predsedniško kampanjo leta 2014.

#### Andrij Deščica
Gromadske.TV je predvajal posnetek, ki prikazuje Andrija Deščico, takratnega ministra za zunanje zadeve Ukrajine, kjer ruskega predsednika Putina označi z hujlo med prigovarjanjem protestnikom pred ruskim veleposlaništvom v Kijevu zvečer 14. junija 2014, potem ko so ruske posredniške sile sestrelile Iljušin Il-76 ukrajinskih zračnih sil. Deščica je protestnike pozval, naj se vzdržijo nasilja nad veleposlaništvom, ker bi povzročili večji diplomatski škandal. Izjavil je: »On (Putin) je hujlo, ampak — razidite se, prosim!«.
Kmalu zatem je ukrajinski predsednik Petro Porošenko za vodenje ministrstva za zunanje zadeve imenoval drugega diplomata. Po navedbah ukrajinskih medijev je bil sicer načrt predsenika za zamenjavo ministra izdelan že pred incidentom, predlagan je bil kot del večjega preoblikovanja ukrajinske vlade. Kmalu zatem je Porošenko pohvalil delo Deščice, ko je ta zapuščal ministrski položaj, parlament pa je odhajajočemu ministru namenil stoječe ovacije.
Deščicova uporaba besede hujlo je sprožila splošno nezadovoljstvo med ruskim vodstvom. Geoffrey Pyatt, ameriški veleposlanik v Ukrajini, je na Twitterju zapisal, da je minister Deščica z njeno uporabo »poskušal ublažiti nevarno situacijo«, Deščico pa označil za »izkušenega diplomata in v čast Ukrajini«.

#### Arsen Avakov
Julija 2014 je Arsen Avakov, ukrajinski minister za notranje zadeve, na Facebooku objavil fotografijo, ki jo je posnel in ki prikazuje avtobusno postajo blizu Slovjanska prekrito z grafiti Putin hujlo!. Sliki je minister dodal pripis: »Zasebno mnenje nekje blizu Slovjanska. Sem solidaren!«

### Ruska invazija na Ukrajino
Besedna zveza je ponovno postala priljubljena med rusko invazijo na Ukrajino leta 2022. Ukrajinski pivovar Juri Zastavni je začel pripravljati steklene steklenice za protiruske molotovke z angleškim prečrkovanjem fraze »Putin Huylo«.
Ukrajinski hekerji so februarja 2022 onemogočili polnilne postaje za električna vozila v Rusiji, tako da so namesto polnjenja le prikazovale sporočilo, ki vključuje frazo Putin hujlo.

## Galerija
- Pesem Putin hujlo na olimpijskem stadionu v Kijevu pred koncertom skupine Okean Elzy, junij 2014.
- Okrajšava slogana na okrasni avtomobilski tablici "ПТН-ХЛО", Ukrajina, junij 2014
- Okrajšan zapis slogana na Poljskem, julij 2014
- Notni zapis pesmi
- Grafit na garažah v okupiranem Lugansku: Lugansk je Ukrajina in Putin - hujlo! April 2014
- Napis Putin hujlo! na shekanih polnilnicah za električna vozila v Rusiji, 28 februar 2022